# Geoffrey Gurrumul Yunupingu
Pour les articles homonymes, voir Yunupingu french.

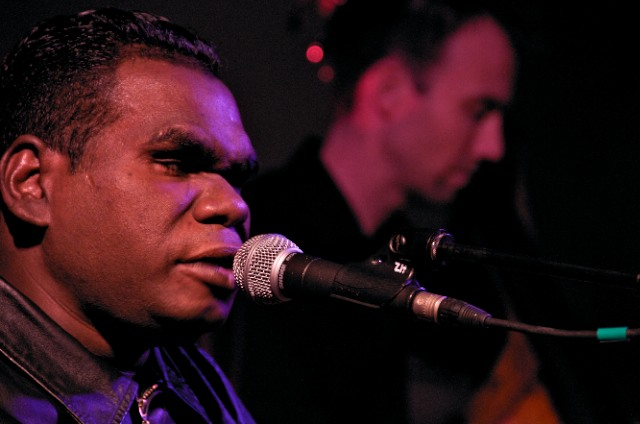
Geoffrey Gurrumul Yunupingu en 2009.

Geoffrey Gurrumul Yunupingu, né le 22 janvier 1971 et mort le 25 juillet 2017, est un musicien australien indigène, qui chante dans la langue des Yolngu.

## Biographie
Gurrumul est né sur l'île d'Elcho, au large de la terre d'Arnhem, en Australie du nord, à environ 550 kilomètres de Darwin. Il est du clan de Gumatj du Yolngu et de la nation de Galpu de par sa mère. Il est né aveugle.
Il parle seulement quelques mots d'anglais et serait très timide. Il joue des tambours, des claviers, de la guitare et du didgeridoo, mais c'est la clarté de sa voix de chant qui a attiré de grandes revues. Il chante des histoires de sa terre en langues Yolngu et anglaise. Il a participé à trois groupes différents : Yothu Yindi (1986-1995), Saltwater band (depuis 1999) où son frère joue également et Black Arm Band. Son label est Skinnyfish music.
En 2008, il sort son premier album solo, Gurrumul, en Australie. Elton John l’invite à faire sa première partie à l'opéra de Sydney. Aux ARIA Awards, il remporte le prix du « meilleur album indépendant ». Il remporte deux Limelight Awards et trois AIR (Australian Independent Record). En 2009, il vient en France le 27 octobre. Il passe pour la première fois à la télévision française le 15 décembre de cette même année, exécutant un duo avec Sting sur Taratata. En 2011, il est lauréat du Best World Music Album.
Il meurt au Royal Darwin Hospital (en), le 25 juillet 2017, à l'âge de 46 ans. Il souffrait de maladies du foie et des reins, dont l'hépatite,, depuis de nombreuses années. À sa mort, il était considéré comme une figure importante dans la promotion de l'harmonie raciale, ainsi qu'une voix pour les Aborigènes d'Australie. Il a reçu l'hommage du Premier ministre australien Malcolm Turnbull, du musicien Peter Garrett et du doyen du Conservatoire de musique de Sydney (en).

## Critiques
- « Il est facile de prédire que, d’ici la fin de l’année 2009, le son de Gurrumul donnera le ton en matière de world music. » The Observer [7]

## Discographie

### Albums studio
- Tribal voice (1991)
- Gurrumul (2008)
- Rrakala (2011). En avril de la même année, le disque devient « disque de platine »
- His life and music (2013)